# Димитър Атанасов (певец)
Вижте пояснителната страница за други личности с името Димитър Атанасов.
Димитър Атанасов е български певец и композитор.

## Биография
Роден е на 31 декември 1985 г. в град Бургас, България. Първите си стъпки в музиката прави на 5 години в школа по изкуства със специалност „Пиано“.
От 2002 г. започва да се изявява и развива като аранжор, а по-късно и като композитор. Първата си награда за авторство получава за кавър на песента „Двама“ на Мария Нейкова. Завършва средното си образование през 2005 г. в Националното училище за музикални и сценични изкуства „Проф. Панчо Владигеров“, Бургас, специалност „Пиано“ и „Класическо пеене“. По-късно става магистър по поп и джаз пеене от НМА – София при доц. Алис Боварян.
През 2004 с песента „Как да те позная“ за първи път участва самостоятелно в конкурса „Бургас и морето“ в категория за млад изпънител и категория за песен. 2006 е годината, в която снима първия си клип към песента „Нямам“. Същата година за пръв път е солист на Биг Бенда на БНР.
През 2007 г. е финалист в конкурса „Българската песен в Евровизия“ с песента „Only Way Back Home“. Оттогава работи с гайдаря Петко Янгьозов. С балет „Веда – джуниър“ прави песента „Между два свята“.
През 2009 г. е финалист в третото издание на „Мюзик айдъл“. От там остава запомнен със собствена интерпретация на песента „Love of my life“ на Queen по време на театралните кастинги. След като в следващия епизод на шоуто той не е избран за един от 20-те претенденти за финалисти, още същата вечер сред зрителите нараства неодобрение в решението на журито. В интернет се отваря петиция за връщането му във формата, която до сутринта събира над 300 подписали, а до затварянето те са 1383. Известни музиканти, артисти, преподаватели изразяват подкрепата си към него. Това се превръща в прецедент и Димитър е върнат в шоуто и участва до полуфинала.
През декември 2009 г. излиза песента „Коледа дойде“ по музика и аранжимент на Димитър Атанасов, текст на Бистра Александрова, в изпълнение на „Айдълите“. „Айдълите“ са Преслава Мръвкова, Русина Катърджиева, Виктория Димитрова, Симона Статева, Ели Раданова, Димитър Атанасов и тримата македонски участници Боян Стойков, Александър Тарабунов и Дарко Илиевски (по-голяма част от участниците в Мюзик айдъл 3). На 25 декември 2010 г. „Коледа Дойде“ е обявена за най-харесваната българска коледна песен на 2010 г. в класацията на www.gohohoho.org с резултат 52,59%.
През 2011 г. печели 2-ра награда от конкурсът „Бургас и морето“ за песента „Преди да свърши любовта“, и 1-ва награда от конкурса „Пирин фолк“ за песента „Сърце на птица“ в дует с Христо Младенов, познат от „Гласът на България“. И двете по негова музика и текст на Бистра Александрова. Същата година представя България на известния конкурс „Славянски базар“ – Беларус и заема престижното четвърто място по точки, заедно със специална награда на местен мобилен оператор.
През 2016 г. печели голямата награда „Златна пролет“ с песента „Връщам се“, отново като автори и изпълнител в дует с Мариана Попова. Пак през тази година печели и Втора награда от „Бургас и морето“ със „Нищо не е същото“ отново в дует с Христо Младенов. Песента има реализиран клип в края на 2016 г. с подкрепата на Община Бургас.
През 2017 г. заедно с Христо Младенов стават известни като „Димитър & Христо“ – първия дует във формата „Гласът на България“. Това е сезон 4 където те са в отбора на Иван Лечев.
Дуетът реализира своя пръв албум с името „Крила“ в края на 2018 г. В него са включени общо 15 трака, от които 10 нови песни, 2 нови версии („Уморени крила ft. Иван Лечев“ и „Девойко“) и 3 инструментални съпровода (караоке).
На 24 декември 2020 г. излиза и вторият официален албум на Димитър & Христо – „Най-доброто време“. Той се категоризира като EP (краткосвирещ) и се състои от 6 трака. Първи сингъл от него е „Лале ли си, зюмбюл ли си“ с аудио и видео запис от пещера „Съева дупка“. 
В края на 2023 дуетът издава албум с концертни записи. Двамата са и неизменна част от последните 4 спектакъла на Нешка Робева и концертите на Стенли.

През февруари 2025г. излиза албумът им "Несломен" включващ едноименния сингъл. Албумът е представен на 27 ноември 2024г. в София със специални изпълнения от Стефан Илчев, Камен Воденичаров, Станислав Сланев - Стенли, трио Фида и др. 

## Дискография

### Студийни албуми

#### Като „Димитър & Христо“
| Година | Име                     | Вид   | Издател          | Каталожен номер     |
| ------ | ----------------------- | ----- | ---------------- | ------------------- |
| 2018   | „Крила“                 | LP/CD | Sing Song studio | МК 57770 / 15.11.18 |
| 2020   | „Най-доброто време“     | EP    | Sing Song studio |                     |
| 2023   | "Димитър & Христо LIVE" | LP/CD | Sing Song studio |                     |
| 2024   | "Несломен"              | LP/CD | Sing Song studio |                     |

## Награди и отличия

### Топ 5 за нова музика по години
| Година | Конкурс                       | Награда  | Песен                   | Изпълнител                                                      | Автор музика     | Автор текст         | Автор аранжимент               | Град      |
| ------ | ----------------------------- | -------- | ----------------------- | --------------------------------------------------------------- | ---------------- | ------------------- | ------------------------------ | --------- |
| 2007   | Българската песен в Евровизия | Финалист | Only Way Back Home      | Димитър Атанасов                                                | Димитър Атанасов | Щерион Урумов       | Юлиан Янев                     | София     |
| 2011   | Бургас и морето               | II       | Преди да свърши любовта | Димитър Атанасов                                                | Димитър Атанасов | Бистра Александрова | Юлиан Янев и Димитър Атанасов  | Бургас    |
| 2011   | Пирин фолк                    | I        | Сърце на птица          | Димитър & Христо                                                | Димитър Атанасов | Бистра Александрова | Юлиан Янев                     | Сандански |
| 2016   | Пролетен конкурс на БНР       | I        | Връщам се               | Мариана Попова и Димитър Атанасов                               | Димитър Атанасов | Десислава Димова    | Димитър Атанасов и Алекс Нушев | София     |
| 2018   | Бургас и морето               | I        | Неочаквано              | Гергана Великова и Димитър Атанасов с участието на трио Тринити | Димитър Атанасов | Бистра Александрова | Димитър Атанасов               | Бургас    |